# Ernährung bei Niereninsuffizienz
Die Ernährung bei Niereninsuffizienz soll einen Kalium- (Hyperkaliämie) und Phosphorüberschuss (Hyperphosphatämie) sowie eine Überwässerung verhindern. Außerdem muss sie für eine ausreichende Zufuhr von Proteinen und Nahrungsenergie sorgen. Niereninsuffiziente Patienten im Stadium vor dem Beginn der Nierenersatztherapie sind in ihrem Trinkverhalten kaum eingeschränkt. Mit dem Beginn der Dialysebehandlung ändert sich für den Patienten der Ernährungsplan grundlegend. Neben der jetzt meist eingeschränkten Trinkmenge muss auch die Zufuhr von Proteinen stark erhöht werden. Mangelernährung stellt ein großes Problem dar, circa 20 bis 50 Prozent der prädialytischen Patienten haben einen Protein- und Energiemangel, bei den dialysepflichtigen Patienten sind es ungefähr 70 Prozent. Bei dialysepflichtigen Diabetikern besteht das Problem noch stärker als bei Nicht-Diabetikern. Die Ernährungsempfehlungen hängen von der Art der gewählten Nierenersatztherapie ab. Die Peritonealdialyse erlaubt dem Patienten durch die tägliche Entgiftung etwas mehr Flexibilität im Ernährungsplan als die Hämodialyse.

## Ernährung vor dem Beginn der Nierenersatztherapie

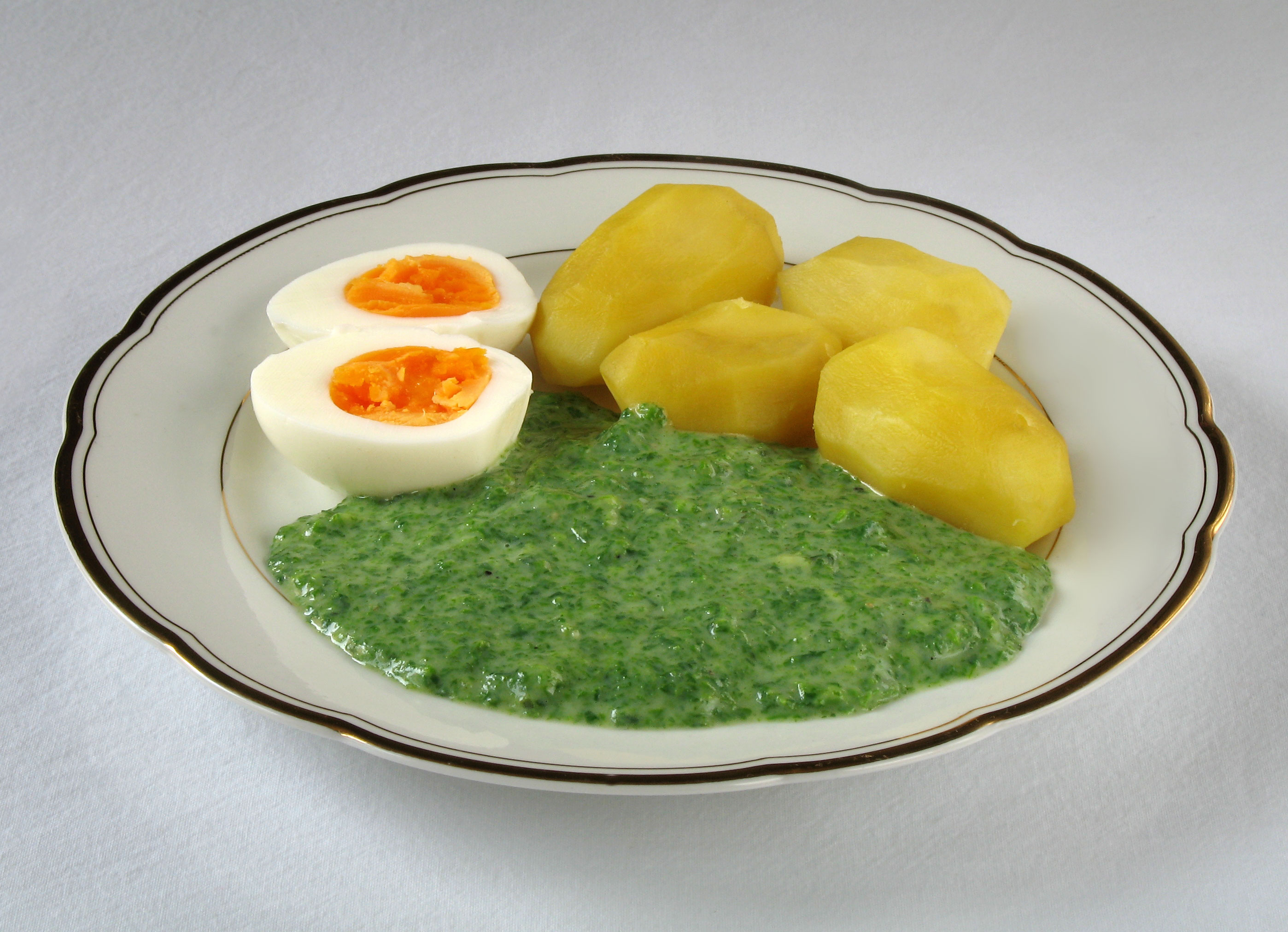
Ein Gericht mit hoher biologischer Wertigkeit, das für die Diät bei präterminaler Niereninsuffizienz gut geeignet ist: Kartoffeln mit Ei und Spinat

Die Ernährungsempfehlungen vor dem Start einer Nierenersatztherapie sind von der Grunderkrankung des Patienten, der verbleibenden Nierenleistung und den Laborparametern abhängig. Das Ziel der Diät ist, einen übermäßigen Anstieg der harnpflichtigen Substanzen im Blut zu verhindern. Maßgeblich dafür ist eine nicht zu proteinreiche Ernährung, da der Stickstoff der aufgenommenen Proteine in Harnstoff umgewandelt wird. Die European Dialysis & Transplant Nurses Association (EDTNA) und die European Renal Care Association (ERCA) empfehlen im Prädialysestadium eine Energiezufuhr von 147 kJ (35 kcal) pro kg Körpergewicht und Tag sowie eine Proteinzufuhr von 0,6–1,0 g/kg Körpergewicht und Tag. Dies entspricht derselben Menge für die tägliche Proteinaufnahme wie für die Normalbevölkerung (empfohlen werden von der DGE 0,8 g/kg Körpergewicht). Pflanzliche Proteine tragen im Vergleich zu tierischen Proteinen durch einen geringeren Anteil an schwefelhaltigen Aminosäuren zu einer Verbesserung der bestehenden Übersäuerung bei und sollte daher bevorzugt werden. Die aufgenommenen Proteine sollten eine möglichst hohe biologische Wertigkeit besitzen. Mit der proteinarmen Ernährung lässt sich auch die empfohlene Phosphat-Reduktion auf 600–1000 mg gut erreichen, vorausgesetzt, der Patient verzichtet auf künstlich zugesetzte Phosphate in Lebensmitteln wie Cola-Getränken oder Instantprodukten.
Stark proteinreduzierte Diätformen wie die Schwedendiät oder die Kartoffel-Ei-Diät (beide bis 0,4 g Protein/kg Körpergewicht/Tag) werden von den Betroffenen aus geschmacklichen Gründen oft nur schlecht toleriert. Eine Substitution von lebenswichtigen Aminosäuren in Form von Tabletten oder Granulat ist bei diesen Diätformen unerlässlich. Weiterhin verschärft sich durch die streng proteinreduzierten Diäten das Problem der Mangelernährung, so dass diese Diäten nicht empfohlen werden.
Die Trinkmenge ist im Prädialysestadium meistens noch nicht eingeschränkt. Es empfiehlt sich eine Flüssigkeitsaufnahme von zwei bis drei Litern am Tag, um die Ausscheidung der harnpflichtigen Substanzen zu fördern. Ist die Diurese bereits eingeschränkt, errechnet sich die Trinkmenge über die Formel Restausscheidung in 24 Stunden + 500 ml. Bei einer Neigung zu Bluthochdruck und Ödemen wird eine Reduktion der täglichen Kochsalzzufuhr empfohlen.
Kurz vor dem Beginn der Nierenersatztherapie ist die Nährstoffaufnahme meistens stark reduziert, da durch die beginnende Urämie gastro-intestinale Beschwerden wie Übelkeit, Erbrechen und Inappetenz zunehmen.

## Ernährung bei Nierenersatztherapie

### Ziele
Nach dem Beginn der Nierenersatztherapie muss verstärkt auf Ernährung und Trinkverhalten geachtet werden. Die Diätempfehlung soll dem Betroffenen helfen, Lebensqualität zu erhalten, akute Komplikationen und Langzeitfolgen der Dialyse zu verhindern oder zu minimieren. Die richtige Ernährung soll eine mitunter lebensbedrohliche Hyperkaliämie vermeiden, eine Überwässerung des Patienten mit den darauffolgenden Atem- und Blutdruckproblemen verhindern und langfristig durch eine zu hohe Phosphatzufuhr (Hyperphosphatämie) bedingte Knochenerkrankungen vermeiden. Weiterhin soll durch ausreichende Zufuhr an Nahrungsenergie und eine optimale Proteinaufnahme eine Mangelernährung verhindert werden.

### Trinkmenge

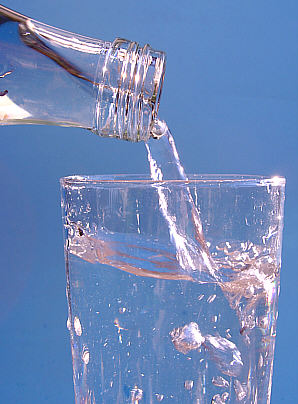
Die eingeschränkte Trinkmenge stellt für viele Betroffene ein großes Problem dar.

Mit dem Start der Dialysetherapie wird für jeden Patienten ein „Trockengewicht“ (auch Sollgewicht, Endgewicht oder Abschlussgewicht) festgelegt, das bei Bedarf nach oben oder unten korrigiert wird. Dieses Gewicht soll der Patient idealerweise nach jeder Dialysebehandlung erreichen. Das Trockengewicht wird vom aktuellen Gewicht vor der Dialyse abgezogen, die Differenz entspricht dem Wasserentzug an der Dialyse.
Die Trinkmenge wird für jeden Patienten individuell festgelegt und hängt von der Restausscheidung pro Tag ab. Sie errechnet sich aus der Restausscheidung eines Tages + 500 ml. Hat ein Patient überhaupt keine Ausscheidung mehr, sollte die tägliche Flüssigkeitsaufnahme einen halben Liter nicht überschreiten. Die Trinkmengenreduzierung dient vor allem der Vermeidung der Überwässerung. Ein diszipliniertes Trinkverhalten macht aber auch die Dialysebehandlung schonender und besser verträglich. Bei einem zu großen Wasserentzug drohen Blutdruckabfälle und Muskelkrämpfe.
Die Restausscheidung sollte in regelmäßigen Abständen (circa alle drei Monate) vom Patienten kontrolliert, und die Trinkmenge gegebenenfalls angepasst werden.
Neben der Flüssigkeitsaufnahme durch Getränke müssen Dialysepatienten auch Suppen, Eintöpfe und Soßen in ihre Flüssigkeitsbilanz mit einbeziehen. Auch in „festen“ Lebensmitteln ist mitunter viel Wasser enthalten, so haben zum Beispiel Tomaten, Gurken, Joghurt und Wassermelone einen hohen Wasseranteil. Bei Wein, Bier, Cola, Milch, Buttermilch und Kakao muss auf den Kalium- bzw. Phosphatgehalt der Getränke geachtet werden. Die sogenannten Sportlergetränke oder „Isodrinks“ sind aufgrund der zugesetzten Mineralstoffe in der Regel nicht für Dialysepatienten geeignet, ansonsten besteht aber keine Einschränkung in der Auswahl der Getränke. Bei Problemen mit der Einhaltung der Trinkmenge kann es hilfreich sein, ein Trinkprotokoll zu führen, auf dem jeden Tag notiert wird, wann und wie viel getrunken wurde.
Bei einer starken Überwässerung kann es zu einem Lungenödem kommen. Die daraus resultierende mehr oder wenige starke Atemnot erfordert gegebenenfalls eine Notfalldialyse. Bei der Peritonealdialyse kommt es durch die tägliche Dialyse nur selten zu dieser Komplikation.
Gegen den oftmals quälenden Durst hilft das Auslutschen einer Zitronenscheibe oder das langsame Lutschen eines Eiswürfels. Viele Patienten greifen auch auf zuckerfreie Bonbons oder Kaugummi zurück. Der Verzicht auf sehr salzige oder sehr süße Speisen hilft, den starken Durst zu vermeiden.

### Kalium
Das Kalium gehört zu den Elektrolyten und macht bei einem gesunden Menschen 0,25 % der Körpermasse aus, das entspricht etwa 170 g. Ein zu hoher Kaliumwert im Blut (Hyperkaliämie) ist eine akute, potentiell lebensbedrohliche Komplikation der Niereninsuffizienz, eine reduzierte Aufnahme von kaliumhaltigen Lebensmitteln ist deswegen unerlässlich. Die Zufuhr sollte 1500–2000 mg/Tag nicht überschreiten, richtet sich aber individuell nach der Nierenrestfunktion. Lebensmittel mit einem hohen Kaliumgehalt sollten gemieden werden, dazu zählen unter anderem Bananen, Hülsenfrüchte, Brokkoli, Kartoffeltrockenprodukte wie Kartoffelchips und Instant-Kartoffelbrei und Nüsse. Um das im Gemüse enthaltene Kalium zu reduzieren, empfiehlt es sich, das Gemüse (z. B. Kartoffeln) vor dem Kochen möglichst klein zu schneiden und in viel Wasser zu kochen. Durch die vergrößerte Oberfläche geht beim Kochvorgang mehr Kalium verloren. Das Kochwasser sollte nicht weiter verwendet werden, da es das ausgekochte Kalium enthält. Obst und Gemüse aus Konserven (ohne Saft) sind frischem Obst und Rohkost vorzuziehen. Pro Tag sollte nur eine kleine Portion frisches Obst, Gemüse oder Salat verzehrt werden.
Kommt es durch einen Diätfehler zu einer lebensbedrohlichen Hyperkaliämie, muss baldmöglichst eine Dialyse durchgeführt werden. Bei häufig auftretender Hyperkaliämie kann die Dialysezeit verlängert werden, um den Kalium-Wert besser zu senken. Eine Hyperkaliämie äußert sich durch Gefühlsstörungen (vor allem in den Beinen oder der Zunge), einen verlangsamten Puls und Muskellähmungen.
Ganz verzichten sollten Betroffene auf den Genuss von Karambole (Sternfrucht), die bei niereninsuffizienten Patienten relativ häufig zu Vergiftungserscheinungen mit Schluckauf, Erbrechen, Bewusstseinsstörungen, Muskelschwäche, Taubheitsgefühl der Extremitäten, Paresen und Krampfanfällen führt. Patienten, die sofort dialysiert werden, erholen sich ohne Folgen. Patienten, die nicht dialysiert werden, versterben häufig.

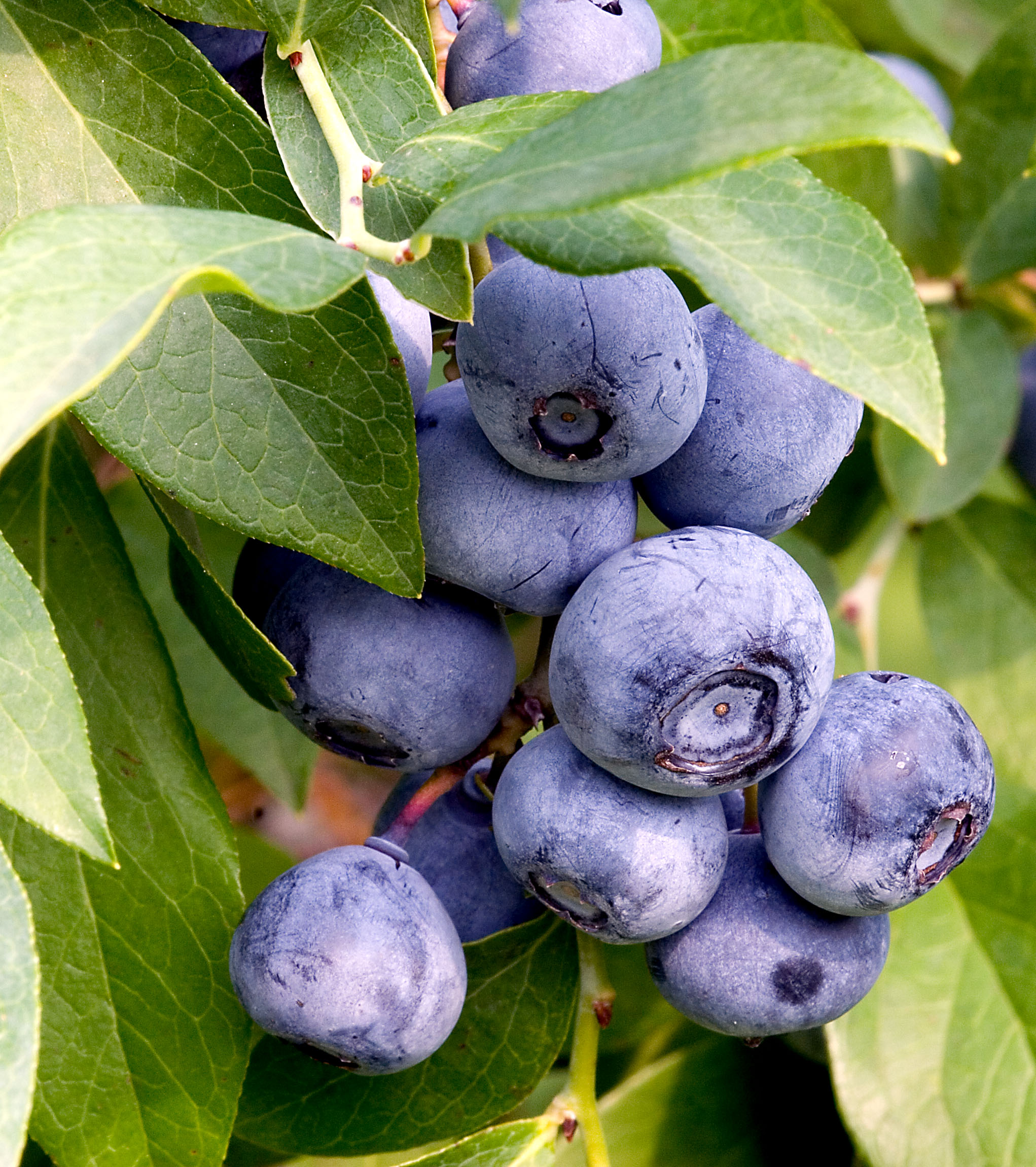
Heidelbeeren haben den niedrigsten Kaliumgehalt der heimischen Obstsorten.

| Lebensmittel         | Kaliumgehalt/100 g |
| -------------------- | ------------------ |
| Tomate               | 242 mg             |
| Paprika              | 177 mg             |
| Kartoffeln (gekocht) | 333 mg             |
| Kartoffelchips       | 1000 mg            |
| Apfel                | 144 mg             |
| Banane               | 393 mg             |
| Heidelbeeren         | 73 mg              |

### Phosphat
Der gesunde, erwachsene Mensch verfügt über circa 0,7 kg Phosphat im Körper, das entspricht etwa einem Prozent der Körpermasse. Das Phosphat liegt zu 70–80 % gemeinsam mit Calcium in Knochen und Zähnen vor.
Die Beschränkung der Phosphataufnahme in Verbindung mit der Einnahme von Phosphatbindern soll die renale Osteodystrophie und die Verkalkung von Gewebe und Weichteilen vermeiden, die unter anderem Knochen- und Gelenkschmerzen, eine erhöhte Knochenbrüchigkeit und eine Muskelatrophie verursachen. Ziel ist es, die dadurch entstehende starke Verminderung der Lebensqualität zu verhindern. Der Phosphatgehalt im Blut sollte bei Dialysepatienten zwischen 3,5 und 5,5 mg/dl (1,13 bis 1,78 mmol/l) liegen.
Phosphat lässt sich nur sehr eingeschränkt über die Dialyse entfernen. Bei der Peritonealdialyse sind es im Durchschnitt 300 mg/Tag, bei der Hämodialyse werden dreimal pro Woche etwa 240 mg entfernt, also deutlich weniger. Eine rein diätetische Phosphatreduktion ist sehr schwierig. Zu jeder phosphathaltigen Mahlzeit sollen deswegen sogenannte Phosphatbinder eingenommen werden. Diese binden das Phosphat aus der Nahrung zu einem großen Teil und werden mit dem Stuhlgang ausgeschieden. Die Menge der einzunehmenden Phosphatbinder richtet sich nach dem Präparat und dem geschätzten Phosphatgehalt der Mahlzeit. Im Idealfall steuert der Patient die Phosphatbindereinnahme völlig selbstständig, nur bei Patienten, die aus verschiedenen Gründen nicht dazu fähig sind, wird ein fester Einnahmeplan erstellt. Die Einnahme der Phosphatbinder muss zwingend vor oder während der Mahlzeit erfolgen, nach dem Essen eingenommen wirken die Tabletten nicht. Als Phosphatbinder eingesetzt werden derzeit Calcium- und Aluminium-Salze, Sevelamer und Lanthankarbonat.
Stark phosphathaltige Lebensmittel sollten nur in kleinen Mengen konsumiert oder durch gleichwertige, andere Produkte ersetzt werden. So gilt zum Beispiel bei Käse die Faustregel: Je härter der Käse, desto mehr Phosphat enthält er. Ausnahme hierbei ist der Schmelzkäse, der durch die enthaltenen Schmelzsalze sehr viel Phosphat enthält. Außerdem ist Phosphat sehr häufig als Zusatzstoff in Limonaden, Backpulver, Kondensmilch und Wurstwaren enthalten. Der Kauf von Wurst ohne Phosphatzusatz wird ebenso empfohlen wie das Backen mit Weinstein-Backpulver, das gegenüber dem normalen Backpulver deutlich weniger Phosphat enthält.
Problematisch sind auch einige Lebensmittelzusätze wie Orthophosphorsäure (E 338), Natrium-, Kalium- und Calciumphosphate (E 339, E 340 und E 341), Natrium-, Kalium- und Calciumdiphosphate (E 450 a), Triphosphate (E 450 b) und Tetranatriumdiphosphat (E 450 c).
In Deutschland werden die Kosten für die eigentlich rezeptfrei erhältlichen Phosphatbinder bei Dialysepatienten von den Krankenkassen übernommen.

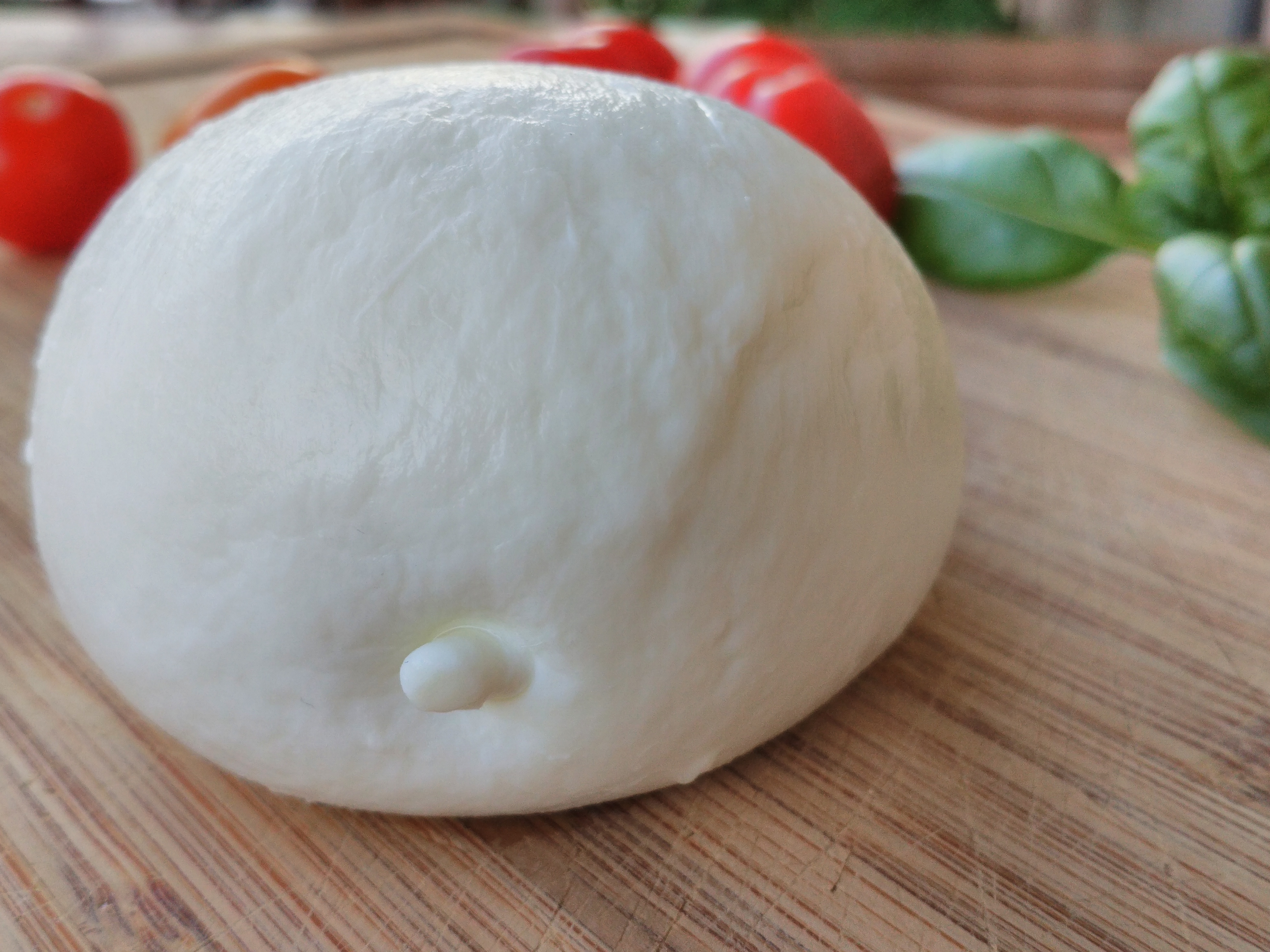
Mozzarella hat mit 23 g Eiweiß und 300 mg Phosphat/100 g einen Phosphor-Eiweiß-Quotienten von 13 und ist damit gut zur Ernährung bei Niereninsuffizienz geeignet.

| Lebensmittel            | Phosphatgehalt/25 g |
| ----------------------- | ------------------- |
| Schmelzkäse             | 600 mg              |
| Edamer 30 % Fett i. Tr. | 140 mg              |
| Brie                    | 75 mg               |
| Schinken                | 40 mg               |
| Kabeljau                | 45 mg               |
| Nüsse (im Durchschnitt) | 165 mg              |
| Schokolade              | 60 mg               |

### Proteine
Die ausreichende Zufuhr von Proteinen ist nach dem Start der Dialysebehandlung wichtig und stellt die zweite große Umstellung der Ernährung dar. Der Patient, der im Prädialysestadium proteinarm essen sollte, soll jetzt wieder proteinreicher essen, um eine Mangelernährung zu verhindern. Proteine und Aminosäuren gehen bei der Dialyse verloren und müssen durch die Nahrung wieder ersetzt werden. Empfohlen wird eine tägliche Proteinzufuhr von 1,2 g/kg Körpergewicht für Hämodialysepatienten, bei der Peritonealdialyse 1,4 g/kg Körpergewicht. Da proteinreiche Nahrungsmittel auch immer Phosphat enthalten, sollte darauf geachtet werden, dass die Nahrungsmittel einen niedrigen Phosphor-Protein-Quotienten haben (mg Phosphor/g Protein), um damit möglichst viel Proteine bei gleichzeitig niedrigem Phosphat aufzunehmen. Einen günstigen Phosphor-Protein-Quotient (ideal ist ein Wert unter 16) haben zum Beispiel Harzer Käse, Rind-, Schweine- und Hammelfleisch.

### Kochsalz
Im Jahr 1903 führten Fernand Widal und A. Javal die kochsalzarme Diät bei Nierenkrankheiten ein. Kochsalz (Natriumchlorid) ist eine Verbindung aus Natrium und Chlor. Das Natrium bindet Wasser im Körper und hält es, gemeinsam mit dem Chlorid, im Gewebe zurück. Dialysepatienten sollten generell kochsalzarm essen, da eine kochsalzarme Ernährung nicht nur gut gegen den oftmals bestehenden Bluthochdruck ist, sondern auch die Gewichtszunahme zwischen zwei Dialysen positiv beeinflussen kann. Je salziger die Nahrung ist, desto größer ist das Durstgefühl. Empfohlen wird eine Salzaufnahme von 5–6 g/Tag, das entspricht 2–3 g Natrium. Dialysepatienten sollten deswegen stark gesalzene Speisen meiden, wie zum Beispiel gepökeltes Fleisch, gesalzenen und geräucherten Fisch, Salzstangen, Laugengebäck, Fertigsuppen und -soßen. Ungeeignet sind außerdem Würzmittel wie Brühwürfel, Sojasoße und Kräutersalz. Auf Kochsalzersatzmittel sollte aber auch verzichtet werden, da diese „Diätsalze“ aus Kaliumchlorid bestehen, das sich auf den Kaliumhaushalt negativ auswirkt. Die empfohlene Menge Kochsalz ist bereits als verstecktes Salz im täglichen Essen enthalten, so dass sich ein zusätzliches Salzen erübrigt.
Bei der Peritonealdialyse ist eine Kochsalzrestriktion nicht erforderlich, über die tägliche Dialyse geht genügend Natrium verloren, so dass bei einer salzarmen Kost eine Hyponatriämie drohen könnte.

### Vitamine
Die wasserlöslichen Vitamine B und C gehen dem Körper durch die Dialysebehandlung verloren und müssen deswegen substituiert werden. Wegen des problematischen Kaliumhaushaltes ist eine ausreichende Vitaminzufuhr alleine durch die Nahrung kaum möglich. Der behandelnde Arzt verschreibt bei Bedarf Vitamintabletten, die speziell auf die Bedürfnisse von Dialysepatienten zugeschnitten sind. Die Kosten hierfür werden in Deutschland von den Krankenkassen übernommen.
Die fettlöslichen Vitamine A, D, E und K bleiben im Körper gespeichert und müssen nicht ersetzt werden. Wegen schwerer möglicher Nebenwirkungen ist die Gabe von Vitamin A bei Dialysepatienten sogar kontraindiziert. Vitamin D wird vom Arzt zur Behandlung des bei Dialysepatienten häufigen sekundären Hyperparathyreoidismus, einer Regulationsstörung der Nebenschilddrüsen, verschrieben. Von der Einnahme von im freien Verkauf erhältlichen Multivitaminpräparaten wird Dialysepatienten abgeraten.

## Ernährung bei Peritonealdialyse
Patienten, die sich für die sogenannte Bauchfelldialyse entschieden haben, sind, was Trinkmenge, Kochsalz, Kalium und Phosphat betrifft, nicht ganz so eng an die Richtlinien gebunden. Durch die täglich mehrfach durchgeführten Beutelwechsel und die ständig stattfindende Entgiftung steigen die harnpflichtigen Substanzen im Körper nicht so stark an wie bei Hämodialysepatienten, die zwischen den Entgiftungen ein 48- bis 72-stündiges Intervall haben. Dadurch ist das Durstgefühl geringer, und eine Hyperkaliämie kommt nur sehr selten vor. Bei der Peritonealdialyse verliert der Körper allerdings 5–15 g Eiweiß/Tag und 2–4 g Aminosäuren/Tag. Bei einer Bauchfellentzündung kann der Eiweißverlust um 50–100 % ansteigen und damit zu Störungen des Aminosäurestoffwechsels und zu einer Osteopathie führen.
Die Eiweißzufuhr sollte 1,4 g/kg Körpergewicht pro Tag betragen, auch hier sollte auf einen möglichst günstigen Phosphor-Eiweiß-Quotienten geachtet werden.
Probleme bereitet mitunter der Einsatz von glukosehaltigen Dialyselösungen. Je höher der Glukosegehalt der Lösung ist, desto höher ist auch die Glukosebelastung des Patienten. Durch die Aufnahme der Glukose über die Dialyse kann es zu einer erheblichen Gewichtszunahme kommen, bei gleichzeitiger Unterdrückung des Hungergefühls. Hieraus kann sich dann eine Eiweiß-Mangelernährung manifestieren, da der Patient nicht mehr genügend isst.

## Dialyse und Diabetes
Durch die eingeschränkte oder fehlende Nierenfunktion ist der Abbau eines hohen Glukosespiegels beim Diabetiker über eine Glukosurie nicht möglich. Der Blutzuckerspiegel kann deshalb sehr schnell sehr stark steigen und durch die Therapie wieder stark fallen. Der Patient ist allerdings durch das glukosehaltige Dialysat gut gegen eine Unterzuckerung an der Dialyse geschützt. Probleme bereitet mitunter die Gastroparese, durch die sich der Magen nur verzögert entleert, was zu Blutzuckerschwankungen und zu Kaliumproblemen führen kann und durch Übelkeit, Völlegefühl und Erbrechen zur Mangelernährung beiträgt. Die Abstimmung zwischen der Dialyse- und der Diabetesdiät gestaltet sich schwierig, oft müssen Kompromisse geschlossen und Prioritäten gesetzt werden. Bei insulinpflichtigen Diabetikern, die sich für eine Peritonealdialyse entschieden haben, ist wegen der glukosehaltigen Dialyselösung oftmals eine Anpassung der Insulindosis notwendig.

## Künstliche Ernährung
Sollte aufgrund einer zusätzlichen Erkrankung, einer akuten Mangelernährung oder eines massiv verschlechterten Allgemeinzustandes eine künstliche Ernährung nötig sein, gibt es eine speziell für Dialysepatienten entwickelte Sondenkost. Eine Ernährung über eine PEG sollte eine Flüssigkeitsmenge von mehr als 1,5 Litern pro Tag nicht überschreiten, so dass eine energiereiche Nahrung mit einem physiologischen Brennwert von 6,3 kJ/ml (1,5 kcal/ml) empfohlen wird, um den Energie- und Nährstoffbedarf des Patienten ausreichend zu decken. Bei stark mangelernährten, aber bewusstseinsklaren Patienten findet die Sondennahrung kaum Akzeptanz, jedoch sollte versucht werden, während der Dialysebehandlung eine solche Trinknahrung zu sich zu nehmen. Eine regelmäßige, zusätzliche Einnahme einer Trinknahrung mit 16,6 g Eiweiß und knapp 2100 kJ (500 kcal) führt nach sechs Monaten zu einer deutlichen Verbesserung der Laborwerte.
In der pädiatrischen Nephrologie ist die künstliche Ernährung oft die einzige Möglichkeit, eine adäquate Ernährungstherapie durchzuführen.
Die parenterale Ernährung gestaltet sich wegen der nur begrenzt möglichen Flüssigkeitszufuhr schwierig und muss in hochkonzentrierter Form über einen zentralvenösen Zugang erfolgen.

## Ernährungsberatung
Aufgrund des komplexen Themas und der Menge an Informationen ist es nötig, in regelmäßigen Abständen eine Ernährungsberatung durchzuführen und auf Fragen zum Thema einzugehen. Die Ernährungsberatung bzw. -schulung sollte so individuell wie möglich auf den Patienten und seine Lebensumstände eingehen. Am erfolgversprechendsten ist es, zunächst die Empfehlungen Punkt für Punkt einzeln durchzusprechen und gegebenenfalls mittels Schulungsmaterial (Bildkarten, anderes Anschauungsmaterial) zu üben. Anschließend sollten die Zusammenhänge über einen längeren Zeitraum mit dem Patienten immer wieder besprochen werden, so dass der Patient die erforderlichen Grundkenntnisse erwerben kann. Prinzipiell ist es sinnvoll, den Lebenspartner des Patienten in die Ernährungsberatung miteinzubeziehen, besonders dann, wenn der Partner derjenige ist, der meistens kocht.